# جان بوير (عازف الأرغن)
جان بوير (بالفرنسية: Jean Boyer)‏ هو عالم موسيقى فرنسي، ولد في 4 أكتوبر 1948 في سيدي بلعباس في الجزائر، وتوفي في 28 يونيو 2004 في مدينة ليل في فرنسا بسبب سرطان.

## وصلات خارجية
- جيان بوير على موقع ميوزك برينز (الإنجليزية)
- جيان بوير على موقع ديسكوغز (الإنجليزية)